# Camping Ronīši
Camping Ronīši nebo Konferenční a sportovní centrum Ronīši, lotyšsky Kempings Ronīši nebo Konferenču un sporta centrs Ronīši, je kemp, rekreační a sportivní zařízení na pobřeží Rižského zálivu Baltského moře v Lotyšsku. Nachází se ve vesnici v Klapkalnciems v seniorátu Engure (Engures pagasts) v kraji Tukums v regionu Kurzeme. Zařízení leží v těsné blízkosti populárního Národního parku Ķemeri a patří Rižské technické univerzitě (Rīgas Tehniskā universitāte).

## Další informace
Camping Ronīši je vzdálen cca 0,3 km od pláže Klapkalnciems a je obklopen borovými lesy. Kromě ubytování nejen v chatách, nabízí také dětské hřiště, sportovní hřiště, bufet, bar, konferenční prostory aj. Lokalita je pohodlně dostupná i městskou hromadnou dopravou. Kemp je otevřen i v zimní sezóně.